# Сонтшаська
Сонтшаська (пол. Sątrzaska) — село в Польщі, у гміні Пшасниш Пшасниського повіту Мазовецького воєводства.
Населення — 163 особи (2011).
У 1975—1998 роках село належало до Остроленцького воєводства.

## Демографія
Демографічна структура станом на 31 березня 2011 року:
|          | Загалом | Допрацездатний вік | Працездатний вік | Постпрацездатний вік |
| -------- | ------- | ------------------ | ---------------- | -------------------- |
| Чоловіки | 81      | 17                 | 56               | 8                    |
| Жінки    | 82      | 24                 | 38               | 20                   |
| Разом    | 163     | 41                 | 94               | 28                   |